# Општина Пуенте де Истла (Морелос)
Пуенте де Истла (шп. Puente de Ixtla) општина је у Мексику у савезној држави Морелос. Општина се налази на надморској висини од 897 м.

## Становништво
Према подацима из 2010. у општини је живело 61585 становника.

### Хронологија
| Година       | 2000                  | 2005                  | 2010                  |
| ------------ | --------------------- | --------------------- | --------------------- |
| Становништво | 54149 (26416 / 27733) | 56410 (27393 / 29017) | 61585 (30152 / 31433) |

### Попис
| \| \| м \| \| \| ж \| \| 0—2 \| 1.676 \| \| \| 1.647 \| \| 3—5 \| 1.853 \| \| \| 1.847 \| \| 6—11 \| 3.915 \| \| \| 3.692 \| \| 12—14 \| 1.903 \| \| \| 1.879 \| \| 15—17 \| 1.882 \| \| \| 2.000 \| \| 18—24 \| 4.016 \| \| \| 4.074 \| \| 60+ \| 2.799 \| \| \| 2.949 \| \| Просек : \| 28,5 \| \| \| 29,3 \| |       |  |  |       |
| |       |  |  |       |
| | м     |  |  | ж     |
| 0—2 | 1.676 |  |  | 1.647 |
| 3—5 | 1.853 |  |  | 1.847 |
| 6—11 | 3.915 |  |  | 3.692 |
| 12—14 | 1.903 |  |  | 1.879 |
| 15—17 | 1.882 |  |  | 2.000 |
| 18—24 | 4.016 |  |  | 4.074 |
| 60+ | 2.799 |  |  | 2.949 |
| Просек : | 28,5  |  |  | 29,3  |

| #   | Индикатор                                                                                        | Вредност |
| --- | ------------------------------------------------------------------------------------------------ | -------- |
| 1   | Становништво од 0 до 2 године                                                                    | 3323     |
| 2   | Мушко становништво од 0 до 2 године                                                              | 1676     |
| 3   | Женско становништво од 0 до 2 године                                                             | 1647     |
| 4   | Становништво са 3 и више година                                                                  | 58018    |
| 5   | Мушко становништво са 3 и више година                                                            | 28351    |
| 6   | Женско становништво са 3 и више година                                                           | 29667    |
| 7   | Становништво са 5 и више година                                                                  | 55542    |
| 8   | Мушко становништво са 5 и више година                                                            | 27104    |
| 9   | Женско становништво са 5 и више година                                                           | 28438    |
| 10  | Становништво са 12 и више година                                                                 | 46711    |
| 11  | Мушко становништво са 12 и више година                                                           | 22583    |
| 12  | Женско становништво са 12 и више година                                                          | 24128    |
| 13  | Становништво са 15 и више година                                                                 | 42929    |
| 14  | Мушко становништво са 15 и више година                                                           | 20680    |
| 15  | Женско становништво са 15 и више година                                                          | 22249    |
| 16  | Становништво са 18 и више година                                                                 | 39047    |
| 17  | Мушко становништво са 18 и више година                                                           | 18798    |
| 18  | Женско становништво са 18 и више година                                                          | 20249    |
| 19  | Становништво од 3 до 5 година                                                                    | 3700     |
| 20  | Мушко становништво од 3 до 5 година                                                              | 1853     |
| 21  | Женско становништво од 3 до 5 година                                                             | 1847     |
| 22  | Становништво од 6 до 11 година                                                                   | 7607     |
| 23  | Мушко становништво од 6 до 11 година                                                             | 3915     |
| 24  | Женско становништво од 6 до 11 година                                                            | 3692     |
| 25  | Становништво од 8 до 14 година                                                                   | 8906     |
| 26  | Мушко становништво од 8 до 14 година                                                             | 4559     |
| 27  | Женско становништво од 8 до 14 година                                                            | 4347     |
| 28  | Становништво од 12 до 14 година                                                                  | 3782     |
| 29  | Мушко становништво од 12 до 14 година                                                            | 1903     |
| 30  | Женско становништво од 12 до 14 година                                                           | 1879     |
| 31  | Становништво од 15 до 17 година                                                                  | 3882     |
| 32  | Мушко становништво од 15 до 17 година                                                            | 1882     |
| 33  | Женско становништво од 15 до 17 година                                                           | 2000     |
| 34  | Становништво од 18 до 24 године                                                                  | 8090     |
| 35  | Мушко становништво од 18 до 24 године                                                            | 4016     |
| 36  | Женско становништво од 18 до 24 године                                                           | 4074     |
| 37  | Женско становништво од 15 до 49 година                                                           | 16871    |
| 38  | Становништво са 60 и више година                                                                 | 5748     |
| 39  | Мушко становништво са 60 и више година                                                           | 2799     |
| 40  | Женско становништво са 60 и више година                                                          | 2949     |
| 41  | Однос између мушкараца и жена                                                                    | 95.92    |
| 42  | Становништво од нуле до 14 година                                                                | 18412    |
| 43  | Становништво од 15 до 64 године                                                                  | 38792    |
| 44  | Становништво од 65 година и више                                                                 | 4137     |
| 45  | Просечан број деце                                                                               | 2.58     |
| 46  | Становништво рођено у ентитету                                                                   | 52125    |
| 47  | Мушко становништво рођено у ентитету                                                             | 25686    |
| 48  | Женско становништво рођено у ентитету                                                            | 26439    |
| 49  | Становништво рођено у другом ентитету                                                            | 8701     |
| 50  | Мушко становништво рођено у другом ентитету                                                      | 4072     |
| 51  | Женско становништво рођено у другом ентитету                                                     | 4629     |
| 52  | Становништво од 5 година и више резидентно у ентитету у јуну 2005. године                        | 53331    |
| 53  | Мушко становништво старосног доба од 5 година и више, резидентно у ентитету у јуну 2005. године  | 25852    |
| 54  | Женско становништво старосног доба од 5 и више година, резидентно у ентитету у јуну 2005. године | 27479    |
| 55  | Становништво од 5 година и више које је живело у другом ентитету у јуну 2005. године             | 1187     |
| 56  | Мушко становништво старије од 5 година које је живело у другом ентитету у јуну 2005. године      | 603      |
| 57  | Женско становништво старије од 5 година које је живело у другом ентитету у јуну 2005. године     | 584      |
| 58  | Становништво од 3 године и више које говори аутохтони језик                                      | 1626     |
| 59  | Мушко становништво старо 3 године и више које говори аутохтони језик                             | 828      |
| 60  | Женско становништво старо 3 године и више које говори аутохтони језик                            | 798      |
| 61  | Становништво од 3 године и више које говори аутохтони језик и не говори шпански језик            | 3        |
| 62  | Мушко становништво старо 3 године и више које говори аутохтони језик и не говори шпански         | 0        |
| 63  | Женско становништво старо 3 године и више које говори аутохтони језик и не говори шпански језик  | 3        |
| 64  | Становништво старо 3 године и више које говори аутохтони језик и шпански                         | 1424     |
| 65  | Мушко становништво старо 3 године и више које говори аутохтони језик и шпански                   | 729      |
| 66  | Женско становништво старо 3 године и више које говори аутохтони језик и шпански                  | 695      |
| 67  | Становништво од 5 година и више које говори аутохтони језик                                      | 1623     |
| 68  | Становништво од 5 година и више које говори аутохтони језик и не говори шпански језик            | 3        |
| 69  | Становништво од 5 година и више које говори аутохтони језик и говори шпански језик               | 1423     |
| 70  | Становништво у домородачким домаћинствима                                                        | 4456     |
| 71  | Становништво са ограничењима у активностима                                                      | 2584     |
| 72  | Становништво са ограниченим ходањем или кретањем, горе или доле                                  | 1489     |
| 73  | Становници са ограничењима вида, чак и уз кориштење сочива                                       | 647      |
| 74  | Становништво са ограничењима говора, комуникације или конверзације                               | 210      |
| 75  | Становништво са ограниченим слухом                                                               | 341      |
| 76  | Становништво са ограничењима при одевању, купању или јелу                                        | 72       |
| 77  | Становништво са ограничењима у опажању или учењу једноставних ствари                             | 76       |
| 78  | Становништво са менталним ограничењима                                                           | 249      |
| 79  | Становништво без ограничења активности                                                           | 58504    |
| 80  | Становништво од 3 до 5 година које не похађа школу                                               | 2203     |
| 81  | Мушко становништво од 3 до 5 година које не похађа школу                                         | 1108     |
| 82  | Женско становништво од 3 до 5 година које не похађа школу                                        | 1095     |
| 83  | Становништво од 6 до 11 година које не похађа школу                                              | 310      |
| 84  | Мушко становништво од 6 до 11 година које не похађа школу                                        | 171      |
| 85  | Женско становништво од 6 до 11 година које не похађа школу                                       | 139      |
| 86  | Становништво од 12 до 14 година које не похађа школу                                             | 426      |
| 87  | Мушко становништво од 12 до 14 година које не похађа школу                                       | 228      |
| 88  | Женско становништво од 12 до 14 година које не похађа школу                                      | 198      |
| 89  | Становништво од 15 до 17 година похађа школу                                                     | 2312     |
| 90  | Мушко становништво од 15 до 17 година похађа школу                                               | 1074     |
| 91  | Женско становништво између 15 и 17 година живота у школи                                         | 1238     |
| 92  | Становништво од 18 до 24 године похађа школу                                                     | 1629     |
| 93  | Мушко становништво од 18 до 24 године похађа школу                                               | 822      |
| 94  | Женско становништво од 18 до 24 године похађа школу                                              | 807      |
| 95  | Становништво од 8 до 14 година које не може да чита и пише                                       | 319      |
| 96  | Мушко становништво старосног доба од 8 до 14 година које не може да чита и пише                  | 168      |
| 97  | Женско становништво старосног доби од 8 до 14 година које не може да чита и пише                 | 151      |
| 98  | Становништво од 15 година и више које је неписмено                                               | 4404     |
| 99  | Мушко становништво од 15 година и више које је неписмено                                         | 1804     |
| 100 | Женско становништво од 15 година и више које је неписмено                                        | 2600     |
| 101 | Становништво старо 15 и више година без школовања                                                | 4868     |
| 102 | Мушко становништво старо 15 и више година без школовања                                          | 2098     |
| 103 | Женско становништво старо 15 и више година без школовања                                         | 2770     |
| 104 | Становништво старосног доба 15 и више година са непотпуним основним образовањем                  | 4832     |
| 105 | Мушко становништво старосног доба од 15 година и више са непотпуном основним образовањем         | 2328     |
| 106 | Женско становништво старосног доба 15 и више година са непотпуном основним образовањем           | 2504     |
| 107 | Становништво старо 15 и више година са комплетним основним образовањем                           | 7409     |
| 108 | Мушко становништво старо 15 година и више са комплетним основним образовањем                     | 3488     |
| 109 | Женско становништво старо 15 и више година са комплетним основним образовањем                    | 3921     |
| 110 | Становништво старосног доба 15 и више година са непотпуним средњим образовањем                   | 2164     |
| 111 | Мушко становништво старосног доба од 15 година и више са непотпуним средњим образовањем          | 1223     |
| 112 | Женско становништво старосног доба од 15 година и више са непотпуним средњим образовањем         | 941      |
| 113 | Становништво старо 15 и више година са пуним секундарном образовањем                             | 11534    |
| 114 | Мушко становништво старосног доба од 15 година и више са пуним секундарном образовањем           | 5756     |
| 115 | Женско становништво старосног доба од 15 година и више са пуним секундарном образовањем          | 5778     |
| 116 | Становништво старије од 18 година са постосновним образовањем                                    | 10912    |
| 117 | Мушко становништво старије од 18 година са постосновним образовањем                              | 5300     |
| 118 | Женско становништво старије од 18 година са постосновним образовањем                             | 5612     |
| 119 | Просечна оцена школовања                                                                         | 7.81     |
| 120 | Просечан ниво образовања мушке популације                                                        | 7.94     |
| 121 | Просечан ниво образовања женског становништва                                                    | 7.68     |
| 122 | Економски активно становништво                                                                   | 25015    |
| 123 | Економски активна мушка популација                                                               | 16961    |
| 124 | Економски активна женска популација                                                              | 8054     |
| 125 | Становништво које није економски активно                                                         | 21477    |
| 126 | Мушко становништво које није економски активно                                                   | 5484     |
| 127 | Женско становништво које није економски активно                                                  | 15993    |
| 128 | Запослено становништво                                                                           | 23940    |
| 129 | Запослено мушко становништво                                                                     | 16066    |
| 130 | Запослено женско становништво                                                                    | 7874     |
| 131 | Незапослена популација                                                                           | 1075     |
| 132 | Незапослена мушка популација                                                                     | 895      |
| 133 | Незапослена женска популација                                                                    | 180      |
| 134 | Становништво без права на здравствене услуге                                                     | 24189    |
| 135 | Становништво које има право на здравствене услуге                                                | 37084    |
| 136 | Становништво које има право на ИМСС                                                              | 10874    |
| 137 | Становништво које има право на социјално осигурање                                               | 3538     |
| 138 | Становништво које има право на државно социјално осигурање                                       | 32       |
| 139 | Становништво које има право на опште осигурање или здравствено осигурање за нову генерацију      | 22202    |
| 140 | Становништво које је било једном или није било у браку током 12 година и више                    | 15334    |
| 141 | Венчано или уједињено становништво од 12 година и више                                           | 26807    |
| 142 | Становништво које је било у браку или уједињено 12 година и више                                 | 4524     |
| 143 | Становништво са католичком религијом                                                             | 51033    |
| 144 | Протестанти, еванђелисти и библијски следбеници различити од еванђелиста                         | 6553     |
| 145 | Становништво са другим религијама различитим од претходних                                       | 87       |
| 146 | Становништво без религије                                                                        | 2982     |
| 147 | Укупно пописаних домаћинства                                                                     | 14926    |
| 148 | Пописна домаћинства на челу са мушкарцима                                                        | 11245    |
| 149 | Пописна домаћинства на челу са женама                                                            | 3681     |
| 150 | Становништво у пописним домаћинствима                                                            | 61301    |
| 151 | Становништво у пописним домаћинствима на челу са мушкарцима                                      | 48087    |
| 152 | Становништво у пописним домаћинствима на челу са женама                                          | 13214    |
| 153 | Укупно домаћинстава                                                                              | 18304    |
| 154 | Укупно насељених домаћинстава                                                                    | 15002    |
| 155 | Укупно приватних кућа                                                                            | 18228    |
| 156 | Насељени приватни домови                                                                         | 14926    |
| 157 | Укупно насељених приватних кућа                                                                  | 15001    |
| 158 | Ненасељене приватне куће                                                                         | 2308     |
| 159 | Појединачна домаћинства за привремену употребу                                                   | 994      |
| 160 | Становници у насељеним приватним кућама                                                          | 61301    |
| 161 | Насељеност станара у приватним становима                                                         | 4.11     |
| 162 | Просечно становника по соби у приватним насељеним домаћинствима                                  | 1.28     |
| 163 | Појединачна домаћинства са подовима од различитих материјала од земље                            | 11697    |
| 164 | Појединачна домаћинства у приземљу                                                               | 3144     |
| 165 | Појединачна домаћинства са једном спаваћом собом                                                 | 5520     |
| 166 | Појединачна домаћинства са две спаваће собе и више                                               | 9345     |
| 167 | Појединачна домаћинства са једним собом                                                          | 1692     |
| 168 | Појединачна домаћинства са две собе                                                              | 3517     |
| 169 | Појединачна домаћинства са 3 собе и више                                                         | 9636     |
| 170 | Појединачна домаћинства која имају електрично светло                                             | 14624    |
| 171 | Појединачна домаћинства која немају електрично светло                                            | 235      |
| 172 | Појединачна домаћинства која имају водоводну воду у стамбеном простору                           | 12163    |
| 173 | Појединачна домаћинства која немају водоводну воду у стамбеном простору                          | 2681     |
| 174 | Појединачна домаћинства која имају тоалет                                                        | 14151    |
| 175 | Појединачна домаћинства која имају канализацију                                                  | 14091    |
| 176 | Појединачна домаћинства која немају канализацију                                                 | 749      |
| 177 | Појединачна домаћинства која имају електрично светло, довод воде из јавне мреже и канализацију   | 11756    |
| 178 | Појединачна домаћинства без икаквих услова                                                       | 372      |
| 179 | Појединачна домаћинства која имају радио                                                         | 11161    |
| 180 | Појединачна домаћинства која имају телевизор                                                     | 13971    |
| 181 | Појединачна домаћинства која имају фрижидер                                                      | 12048    |
| 182 | Појединачна домаћинства која имају машину за веш                                                 | 7218     |
| 183 | Појединачна домаћинства која имају аутомобил или комби                                           | 4284     |
| 184 | Појединачна домаћинства која имају рачунар                                                       | 2301     |
| 185 | Појединачна домаћинства која имају фиксну телефонску линију                                      | 5190     |
| 186 | Појединачна домаћинства која имају мобилни телефон                                               | 6910     |
| 187 | Појединачна домаћинства која имају приступ интернету                                             | 1681     |